# ふなばしミュージックストリート
 ふなばしミュージックストリートは、毎年10月に船橋駅周辺の屋内・屋外の複数の会場で行われる音楽イベントである。

## 概要
毎年10月の日曜日に船橋駅を中心に、広場や店先、ライブハウスやホールといった屋内・屋外の複数の会場で約100組の出演者が演奏を披露する。

当日はストリートピアノ、うたごえ喫茶体験、スタンプラリー等の体験型企画や、「船橋の中心で船橋愛を叫ぶコンテスト（第2回）」、「大声コンテスト（第3回）」、「ギターソリストコンテスト（第3回）」、「弾き語りコンテスト（第5回、第6回、第7回）」、「船橋ドドンパ歌姫太郎コンテスト(「音楽のまち・ふなばし 千人の音楽祭」のフィナーレでテーマ曲「船橋ドドンパ」を歌う歌手を選出する。第2回、第3回、第5回、第6回)」などのコンテストが行われている。

出演にあたっての住所要件等はなく、プロ・アマ、年齢問わず、毎回の出演者募集要項に記載された事項に従えば応募できる。

「音楽のまち　ふなばし」を掲げる船橋市をさらに活性化させることを目的として船橋市が約750万円の予算を組んでおり(第4回）、音楽イベントは都内や他の地区でもあるが、市が主催しているケースは珍しいという。

## 歴史
船橋市は船橋市立船橋高等学校、千葉日本大学第一高等学校といった全国レベルの吹奏楽の強豪校が多く、平成6年に船橋アリーナ落成記念事業として始まった「千人の音楽祭」では市内の学生（小中高生）や市民で組むオーケストラなど2,000人以上の出演者が参加し、チケットも毎回抽選となるなど人気のイベントになっている。その状況を見て、千人の音楽祭実行委員会のメンバーはまち行く人にも音楽を楽しんでもらえるよう平成26年度から屋外にもフィールドを広げ「ふなばしミュージックストリート」を開催した。

第1回の企画にあたっては『すみだストリートジャズフェスティバル』実行委員会の助力を得ている。

## 主な会場
天沼弁天池公園噴水広場

船橋グランドホテル「カフェグランデ」

船橋駅北口おまつり広場

東武百貨店船橋店８階屋上スカイガーデン

船橋市民文化創造館（きららホール）

京成船橋駅フェイスビル連絡デッキ

船橋市勤労市民センター

船橋市民文化ホール

SHIRASE 5002（元南極観測船しらせ)

## 年表
| 年/回次        | 年/回次 | 参加チーム                                         | 観客動員数                                         | 会場数                                             | 会場数    |                       |
| -------------- | ------- | -------------------------------------------------- | -------------------------------------------------- | -------------------------------------------------- | --------- | --------------------- |
| 年/回次        | 年/回次 | 2014年10月26日                                     | 第1回                                              | 105組                                              | 約8,500人 | 12会場（屋外6/屋内6） |
| 2015年10月11日 | 第2回   | 110組                                              | 約13,000人                                         | 15会場（屋外7/屋内8）                              |           |                       |
| 2016年10月23日 | 第3回   | 132組                                              | 約10,000人                                         | 17会場（屋外8/屋内9）                              |           |                       |
| 2017年10月22日 | 第4回   | 大雨警報発令のため中止                             | 大雨警報発令のため中止                             | 大雨警報発令のため中止                             |           |                       |
| 2018年10月21日 | 第5回   | 117組                                              | 約12,000人                                         | 17会場（屋外5/屋内12）                             |           |                       |
| 2019年10月20日 | 第6回   | 82組                                               | 約12,000人                                         | 11会場（屋外6/屋内5）                              |           |                       |
| 2020年10月18日 | 第7回   | 新型コロナウイルス感染症拡大のためオンラインで開催 | 新型コロナウイルス感染症拡大のためオンラインで開催 | 新型コロナウイルス感染症拡大のためオンラインで開催 |           |                       |
| 2021年10月17日 | 第8回   | 新型コロナウイルス感染症拡大のためオンラインで開催 | 新型コロナウイルス感染症拡大のためオンラインで開催 | 新型コロナウイルス感染症拡大のためオンラインで開催 |           |                       |

## 内容

### 第1回
開催日時：2014年10月26日
この年は12会場で行われ、105組が参加した。

ゲスト出演者としてDreamers Union Choir、タダシンヤ（多田慎也）が参加し、グランプリにはKATZE Wind Orchestra（カッツェウインドオーケストラ）が選ばれた。

### 第2回
開催日時：2015年10月11日
この年は15会場で行われ、110組が参加した。

第1回は音楽のライブイベントに寄りすぎたとの感想から、第2回ではグランプリとゲスト演奏を無くし、代わりに同日開催の他のイベントとコラボしたり アコースティック楽器体験や管楽器体験、「船橋の中心で船橋愛を叫ぶコンテスト」など一般参加型の企画を考えたりと、地域の人に楽しんでもらえるイベントを目指した。

### 第3回
開催日時：2016年10月23日
この年は17会場で行われ、693名の中から審査を通過した132組が参加した。

今回の企画として、船橋駅とららぽーとTOKYO-BAYを往復するシャトルバス内でライブを行う「ふなばしミュージックバス」を運行した。

### 第4回（中止）
開催予定日：2017年10月22日
この年は当日に船橋市内に大雨警報が発令されたために中止となった。

予定では16会場で開催され、105組の公募ミュージシャンが参加することとなっており、船橋市の姉妹都市であるアメリカカリフォルニア州ヘイワード市と中国陝西省西安市からもゲスト演奏者が来て演奏を行うこととなっていた。

### 第5回
開催日時：2018年10月21日
この年は17会場で行われ、117組が参加した。
第4回に引き続きアドバイザーとして平井堅・絢香・欅坂46などを手掛けている音楽プロデューサーの松浦晃久を招聘し、10年後、20年後の方向性を見据えて様々な企画を実施した。

### 第6回
開催日時：2019年10月20日
この年は11会場で行われ、82組が参加した。

会場として新たにSHIRASE5002（元南極観測船しらせ）が加わった。

9月26日には船橋競馬場で冠競争「音楽でまちを元気に！10月20日開催　ふなばしミュージックストリート記念 Ｃ1(二)(三)」が開催された。

### 第7回（オンラインでの開催）
開催日時：2020年10月18日
2020年初頭より、新型コロナウイルス感染症が拡大。これにより、第7回ふなばしミュージックストリートはオンラインフェスとして、「船橋市民文化創造館（きららホール）」、「イトウシティホール」、「スタジオパックス船橋店」でのライブをそれぞれのYouTubeチャンネルから同時配信及び事前録画した動画を「第7回FMS 動画出演ch」で配信するという形で開催した。出演者はライブ出演26組、動画出演16組の計42組、ライブ配信の3チャンネル合計の視聴数は5,000回超となった。
参加チーム

ライブ出演

Astrya/Amane＊天音/あみ/アンサンブル・アミキャル/伊瀬雄亮/唄三線 てらっちょ/オールドファッションバディーズ/Oギリン/おりー/Yumiko Onda/KRANKE MAN BAND/Kei S./55nuts/THE GOSCH/さいからサンセット/JOYFUL PAIR/多田ことえ/Daddies All Stars/CIRO'S/土日＊祭日/Naritoshi・Junichi/browny/MAKUNOUCHI/ミノルフォン(MINORU PHON)/Re:UPS/LiCaCo

動画出演

アンバルワリアーズ/emma/El Segundo/奥津雄大/おっと♪もっと/織戸義隆/Caramel7/休暇届/ザ★コンペイトウ/TAKESHI/花華 with Yoshi G/ヒナヒナウクレレバンド/Moderato/yasuta/LaLa Crayon/Relaxin'

### 第8回（オンラインで開催）
開催日時：2021年10月17日
当初は「船橋駅北口おまつり広場」「市民文化ホール」の有観客での生ライブ、「市民文化創造館（きららホール）」「スタジオパックス船橋店」の無観客の生ライブ配信と自宅などで録画したYouTube動画での出演の3パターンで開催することを予定していたが、新型インフルエンザ等対策特別措置法による緊急事態宣言下(9月5日時点)で船橋市の主催イベントが９月末まで原則中止になっていること、また、公共施設の利用制限が強化されている状況を鑑み、42組の参加チームが事前に撮影した動画をYoutubeの「弾き語り」「インスト＆コーラス」「ポップス＆ジャズ」「ロック＆ダンス」の4つのチャンネルから同時配信という形で開催した。
参加チーム
あけきょん/アンサンブル・アミキャル/イケジン/イノマタタケシ/うみねこや/EL SEGUNDO/OKJazz/奥津　雄大/おっと♪もっと/Qhapaq Ñan/休暇届/courage/Kei S/THE GOSCH/ザ★コンペイトウ/ザ・ボノボンズ/さいからサンセット/サイトーヨーダ/DiceKEY/
Akhanev DUO/長治昂志(チョウジ タカシ)/土日＊祭日/和奏〜なごみそう〜/二胡楽団　香花ハーモニー/花華&湯ニットＥよね/Beat-A/ヒナヒナウクレレバンド/平嶋淳摩 with Friends/船橋ひまわり娘/PLASTIC TAKE BAND/Prism/本T/幕ノ内/眞塩藍咲/
malatatex/MINORU PHON&FANCYBOYS/みほりょうすけ/milliampear/MEGUMI RG CLUB/yasuta/yume296gantarou/LiCaCo/RODOTS

## 主催
- ふなばしミュージックストリート実行委員会
- 船橋市
- 船橋市教育委員会
- ふなばし音楽フェスティバル実行委員会